# Warder (Äthiopien)
Warder (Somali Wardheer, Ge'ez ዋርዴር; auch Werder, Wardher, Wardair, Werdeir, Uarder, Uardere) ist eine Stadt in der Somali-Region Äthiopiens. Sie ist Hauptstadt der Warder-Zone und liegt im Gebiet der Somali vom Clan der Ogadeni-Darod.
Nach Angaben der Zentralen Statistikagentur Äthiopiens hatte Warder im Jahr 2005 18.357 Einwohner. 1997 waren von 12.309 Bewohnern 98,2 % Somali.
1910 wurde in Warder ein Fort des Mohammed Abdullah Hassan erbaut, womit dieser nach der Verlegung seines Hauptquartier nach Taleh seine Kontrolle über das Ogadengebiet festigte.
Etwa 12 km nordwestlich von Warder liegt die Oase Walwal (Ual-Ual, Welwel), die für den „Grenzzwischenfall“ zwischen Äthiopien und Italienisch-Somaliland 1935 unmittelbar vor dem italienisch-äthiopischen Krieg bekannt ist.
1948 wurden äthiopische Distriktgouverneure nach Kebri Dehar, Kalafo und Warder entsandt. Damit wurde der Osten des Ogaden erstmals von Äthiopien verwaltet.
Nach dem Ogadenkrieg von 1977/78 eroberte die äthiopische Armee Warder im November 1980 von Somali-Guerillas zurück. Sie stieß dabei auf wenig Widerstand, da sich die Somali-Kämpfer über die Grenze nach Somalia zurückzogen. Im weiteren Verlauf des Jahres dienten Warder, Kebri Dehar und Gode als Basen, von denen aus die Rückeroberung Ogadens abgeschlossen wurde.
Ende Februar 1994 kam es in Warder zu Zusammenstößen zwischen der äthiopischen Armee und der separatistischen Ogaden National Liberation Front (ONLF), bei denen Dutzende Menschen getötet wurden. Die Stadtbevölkerung floh aufs Land.
Seit 2007 hat sich der Somali-Region der Konflikt zwischen der ONLF und der Armee verschärft, Warder gehört zu den betroffenen Gebieten. Im Rahmen der Aufstandsbekämpfung hat die Armee Dörfer in der Umgebung geräumt und die Bewohner gezwungen, in die Stadt zu ziehen, manche Dörfer wurden anschließend niedergebrannt. Einwohner von Warder, die am Stadtrand leben, wurden genötigt, sich näher an das Stadtzentrum zu begeben. Der Zugang zu Wasserstellen in der Stadt wurde für Zivilisten eingeschränkt und für Nomaden von außerhalb der Stadt gänzlich unterbunden. In der Militärbasis von Warder wurden Gefangene misshandelt und außergerichtlich hingerichtet, Frauen wurden dort von Soldaten vergewaltigt. Ärzte ohne Grenzen berichtete im September 2008, dass infolge von Dürre und den Konflikten 8.000 bis 10.000 Binnenvertriebene unter prekären Bedingungen in Warder lebten.